# Макхэтти, Стивен
Сти́вен Макхэ́тти (англ. Stephen McHattie, при рождении Стивен Макхэтти Смит — англ. Stephen McHattie Smith; род. 3 февраля 1947) — канадский актёр.

## Жизнь и карьера
Стивен Макхэтти родился в Антигонише, Новой Шотландии. Он окончил Американскую академию драматических искусств. Он появился во множестве фильмов и сериалах, включая «Звёздный путь: Глубокий космос 9», «Звёздный путь: Энтерпрайз», «Горец» и «Жизнь под водой» (1989). Его роли включают фильмы «300 спартанцев», «Оправданная жестокость», «Фонтан», «Секретарша», «Пристрели их», «Полицейский из Беверли-Хиллз 3».
В Канаде он появился в сериале «Канада: История людей», в роли канадского героя генерала-майора Айзека Брока и в фильме «Ракета», в роли легендарного тренера Дика Ирвина.
В 1976 году Макхэтти сыграл Джеймса Дина в телефильме «Джеймс Дин: Портрет друга», телевизионной адаптации биографии, написанной другом Дина, писателем Биллом Бастом.
Макхэтти появился в нескольких эпизодах сериала «Сайнфелд» (начиная с эпизода «Шаг»), где он сыграл доктора Рестона, манипулирующего психиатра/парня Элейн Бенис. Он также появился в двух эпизодах сериала «Секретные материалы». С 1998 по 2000 год у Макхэтти была второстепенная роль в канадском телесериале «Эмили из Нью-Мун», основанном на романе 1923 года писательницы Люси Мод Монтгомери. С 2005 года он появляется в роли капитана/командующего Хили во всех восьми фильмах сериала о Джесси Стоуне, которые основаны на романах Роберта Б. Паркера. В 2014 году снялся в роли Вана в телесериале «Штамм».
Он озвучил злодея Тень в мультсериале «Лига справедливости» и сыграл Холлиса Мэйсона, первую Ночную сову в фильме-адаптации «Хранители».

### Личная жизнь
Макхэтти женат на актрисе Лизе Хоул, с которой у них трое детей. До этого он был женат на актрисе Мег Фостер.

## Фильмография
| Год  |   | Русское название                | Оригинальное название        | Роль                       |
| ---- | - | ------------------------------- | ---------------------------- | -------------------------- |
| 1971 | ф | Фон Рихтгофен и Браун           | Von Richthofen and Brown     | Вернер Фосс                |
| 1975 | ф | Последний воин                  | The Ultimate Warrior         | Роберт                     |
| 1978 | ф | Завтра не наступит никогда      | Tomorrow Never Comes         | Фрэнк                      |
| 1982 | ф | Долина смерти                   | Death Valley                 | Хэл                        |
| 1988 | ф | Роковой звонок                  | Call me                      | Джелли                     |
| 1989 | ф | Ищейки с Бродвея                | Bloodhounds of Broadway      | Красный Генри              |
| 1993 | ф | Джеронимо: Американская легенда | Geronimo: An American Legend | Скуновер                   |
| 1993 | ф | Во тьме                         | The Dark                     | Гари «Хантер» Хендерсон    |
| 1994 | ф | Полицейский из Беверли-Хиллз 3  | Beverly Hills Cop III        | Стив Фулбрайт              |
| 1998 | ф | БЕЙСкетбол                      | BASEketball                  | рассказчик                 |
| 2002 | ф | Секретарша                      | Secretary                    | Бёрт Холлоуэй              |
| 2005 | ф | Оправданная жестокость          | A History of Violence        | Леланд                     |
| 2006 | ф | Фонтан                          | The Fountain                 | великий инквизитор Силецио |
| 2006 | ф | Сделка с дьяволом               | The Covenant                 | Уильям Дэнверс III         |
| 2006 | ф | 300 спартанцев                  | 300                          | советник                   |
| 2007 | ф | Вороньё                         | KAW                          | Клайд                      |
| 2007 | ф | Пристрели их                    | Shoot 'Em Up                 | Хаммерсон                  |
| 2009 | ф | Хранители                       | Watchmen                     | Холлис Мэйсон              |
| 2009 | ф | Кровь луны                      | Summer's Blood               | Гант Хокси                 |
| 2009 | ф | 2012                            | 2012                         | капитан ковчега № 4 Майклс |
| 2011 | ф | Война богов: Бессмертные        | Immortals                    | Кассандер                  |
| 2011 | с | Тайны Хейвена                   | Haven                        | преподобный Эд Дрисколл    |
| 2011 | ф | Экстази                         | Irvine Welsh's Ecstasy       | Джим Буист                 |
| 2013 | ф | Лимб                            | Haunter                      | Эдгар Мьюленс              |
| 2013 | с | Читающий мысли                  | The Listener                 | Билл                       |
| 2014 | ф | Волки                           | Wolves                       | Джон Толлерман             |
| 2015 | ф | Рождённый быть грустным         | Born to Be Blue              | Папа                       |
| 2017 | ф | Мама!                           | Mother!                      | зелот                      |
| 2017 | с | Тёмное дитя                     | Orphan black                 | П.Т.Уэстморленд            |
| 2018 | ф | Земля птиц                      | Birdland                     | Джон Джеймс                |

## Награды
- 1995: Премия «Джемени» за лучшую мужскую роль в драматической программе или мини-сериале за «Жизнь с Билли».[6]
- 2006: Премия «Джини» за лучшую мужскую роль второго плана за фильм «Морис Ришар (Рокета)».[6]